# Listă de conducători de stat din 1674
1670 - 1671 - 1672 - 1673 - 1674 - 1675 - 1676 - 1677 - 1678
Aceasta este o listă a conducătorilor de stat din anul 1674:

## Europa
- Anglia: Carol al II-lea (rege din dinastia Stuart, 1660-1685)
- Austria: Leopold I (arhiduce din dinastia de Habsburg, 1658-1705; totodată, rege al Cehiei, 1657-1705; totodată, rege al Ungariei, 1657-1705; totodată, rege al Germaniei, 1658-1705; totodată, împărat occidental, 1658-1705)
- Bavaria: Ferdinand (principe elector din dinastia de Wittelsbach, 1651-1679)
- Brandenburg: Frederic Wilhelm (mare principe elector din dinastia de Hohenzollern, 1640-1688; totodată, duce de Prusia, 1640-1688)
- Cehia: Leopold I (rege din dinastia de Habsburg, 1657-1705; totodată, rege al Ungariei, 1657-1705; ulterior, arhiduce de Austria, 1658-1705; ulterior, rege al Germaniei, 1658-1705; ulterior, împărat occidental, 1658-1705)
- Crimeea: Selim Ghirai I ibn Bahadîr (han din dinastia Ghiraizilor, 1671-1678, 1684-1691, 1692-1699, 1702-1704)
- Danemarca: Christian al V-lea (rege din dinastia de Oldenburg, 1670-1699)
- Florența: Cosimo al III-lea (mare duce din familia Medici, 1670-1723)
- Franța: Ludovic al XIV-lea cel Mare (rege din dinastia de Bourbon, 1643-1715)
- Genova: Agostino Saluzzo (doge, 1673-1675)
- Germania: Leopold I (rege din dinastia de Habsburg, 1658-1705; totodată, rege al Cehiei, 1657-1705; totodată, rege al Ungariei, 1657-1705; totodată, arhiduce de Austria, 1658-1705; totodată, împărat occidental, 1658-1705)
- Gruzia: Wakhtang al V-lea (Șah Nawaz I) (rege din dinastia Bagratizilor, 1656/1658-1676)
- Gruzia, statul Imeretia: Bagrat al IV-lea (rege din dinastia Bagratizilor, 1660-1661, 1664-1668, 1668-1678, 1679-1681)
- Gruzia, statul Kakhetia: Archil (rege din dinastia Bagratizilor, 1664-1675; anterior, rege în Imeretia, 1661-1663, 1678-1679, 1690-1691, 1695-1696, 1698-1699)
- Imperiul occidental: Leopold I (împărat din dinastia de Habsburg, 1658-1705; totodată, rege al Cehiei, 1657-1705; totodată, rege al Ungariei, 1657-1705; totodată, arhiduce de Austria, 1658-1705; totodată, rege al Germaniei, 1658-1705)
- Imperiul otoman: Mehmed al IV-lea (sultan din dinastia Osmană, 1648-1687)
- Lorena Superioară: Carol al IV-lea (al III-lea) (duce din dinastia de Lorena-Vaudemont, 1624-1675; duce titular, din 1633)
- Mantova: Ferdinando Carlo (duce din casa Gonzaga-Nevers, 1665-1708)
- Modena: Francesco al II-lea (duce din casa d'Este, 1662-1694)
- Moldova: Ștefan Petriceicu (domnitor, 1672-1673, 1673-1674, 1683-1684) și Dumitrașcu Cantacuzino (domnitor, 1673, 1674-1675, 1684-1685)
- Monaco: Luigi I (principe din casa Grimaldi, 1662-1701)
- Olanda: Wilhelm al III-lea (stathouder din dinastia de Orania, 1672-1702; ulterior, rege al Angliei, 1689-1702)
- Parma și Piacenza: Ranuccio al II-lea (duce din casa Farnese, 1646-1694)
- Polonia: Ioan al III-lea Sobieski (rege, 1674-1696)
- Portugalia: Afonso al VI-lea (rege din dinastia de Braganca, 1656-1683)
- Prusia: Frederic Wilhelm (duce din dinastia de Hohenzollern, 1640-1688; totodată, mare principe elector de Brandenburg, 1640-1688)
- Rusia: Aleksei Mihailovici (țar din dinastia Romanov, 1645-1676)
- Savoia: Carlo Emmanuele al III-lea (duce, 1638-1675)
- Saxonia: Johann Georg al II-lea (principe elector din dinastia de Wettin, 1656-1680)
- Spania: Carol al II-lea (rege din dinastia de Habsburg, 1665-1700)
- Statul papal: Clement al X-lea (papă, 1670-1676)
- Suedia: Carol al XI-lea (rege din dinastia Pfalz-Zweibrucken-Kleeburg, 1660-1697)
- Transilvania: Francisc Rakoczi (principe, 1652-1676) și Mihail Apafi I (principe, 1661-1690)
- Țara Românească: Gheorghe Duca (domnitor, 1673-1678; anterior, domnitor în Moldova, 1665-1666, 1668-1672, 1678-1683)
- Ungaria: Leopold I (rege din dinastia de Habsburg, 1657-1705; totodată, rege al Cehiei, 1657-1705; ulterior, arhiduce de Austria, 1658-1705; ulterior, rege al Germaniei, 1658-1705; ulterior, împărat occidental, 1658-1705)
- Veneția: Domenico Contarini (doge, 1659-1675)

## Africa
- Așanti: Obiri Yeboa (așantehene, cca. 1660-cca. 1680)
- Bagirmi: Abd ar-Rahman I (mbang, 1665-1674) și Dalo Birni (mbang, 1674-1680)
- Benin: Akengboi (obba, cca. 1669-cca. 1675)
- Buganda: Mutebi, Juko și Kayemba (kabaka, 1644-1674) și Tebandeke  și Ndawula (kabaka, 1674-1704)
- Congo: Pedro al III-lea (Nsukia Ntamba de Mbula) (mani kongo, 1667-1679), Alvaro al VIII-lea (mani kongo, 1667-1678) și Garcia al III-lea (Nenganga Mbamba) (mani kongo, 1669-1678)
- Dahomey: Wegbaja Aho Adunzu (rege, 1645/1650-1680/1685)
- Darfur: Sulaiman Solong (sultan, cca. 1640-?) și Musa ibn Sulaiman (sultan, ?-?) (?)
- Ethiopia: Yohannes I (A'laf Sagad) (împărat, 1667-1682)
- Imerina: Razakatsitakatrandriana (rege, cca. 1670-cca. 1675)
- Imperiul otoman: Mehmed al IV-lea (sultan din dinastia Osmană, 1648-1687)
- Kanem-Bornu: Ali al III-lea (Hadj Ali) (sultan, cca. 1657-cca. 1694)
- Lunda: Naweej I (Mwaant Yeev) (mwato-yamvo, cca. 1660-cca. 1690)
- Maroc: Moulay Ismail (sultan din dinastia Alaouită, 1672-1727)
- Munhumutapa: Kamharapasu Mukombwe (rege din dinastia Munhumutapa, 1663-cca. 1692)
- Oyo: Kanran (rege, ?-?) (?) și Jayin (rege, ?-?) (?)
- Rwanda: Kigeri al II-lea Nyamuhesera (rege, cca. 1672-cca. 1696)
- Sennar: Badi al II-lea (Abu Dikan) ibn Rubat (sultan, cca. 1645-1680)
- Wadai: Kharut I al-Kabir ibn Abd al-Karim (sultan, 1655-1678)

## Asia

### Orientul Apropiat
- Iran: Suleiman I (Safi al II-lea) (șah din dinastia Safavidă, 1666-1694)
- Imperiul otoman: Mehmed al IV-lea (sultan din dinastia Osmană, 1648-1687)
- Yemen, statul Sanaa: al-Mutauakkil Ismail (imam, 1644-1676)

### Orientul Îndepărtat
- Atjeh: Tadj al-Alam Safiyyat ad-Din Șah (principesă, 1641-1675)
- Birmania, statul Arakan: Sandathudamma (rege din dinastia de Mrohaung, 1652-1684)
- Birmania, statul Toungoo: Minrekyawdin (rege, 1673-1698)
- Cambodgea: Preah Ang Chea (rege, 1673-1674), Preah Ang Non (Samdech Preah Batom Reachea Obbarac) (rege, 1674) și Preah Ang Sor al II-lea (Sandech Preah Chea Barommo Suren Reachea Thireach Reamea) (rege, 1674-1695, 1696-1699, 1701-1702, 1704-1706)
- China: Shengzu (Xuanye) (împărat din dinastia manciuriană Qing, 1662-1722)
- Coreea, statul Choson: Hyonjong (Yi Yun) (rege din dinastia Yi, 1660-1674)
- India, statul Moghulilor: Muhyi ad-Din Muhammad Aurangzeb (Alamgir I) (împărat, 1658-1707)
- Japonia: Reigen (împărat, 1663-1687) și Ietsuna (principe imperial din familia Tokugaua, 1651-1680)
- Laos, statul Lan Xang: Sulignavongsa (Surya-varman) (rege, 1654-1694)
- Maldive: Ibrahim Iskandar I (sultan, 1648-1687)
- Mataram: Amangkurat I (Sunan Tegalwangi) (sultan, 1645-1677)
- Nepal (Benepa): Jitamitramalla (rege din dinastia Malla, 1663-1695)
- Nepal (Kathmandu): Pratapamalla (rege din dinastia Malla, 1639-1689)
- Nepal (Lalitpur): Nivasamalla (rege din dinastia Malla, 1657-1701)
- Nepal, statul Gurkha: Șri Prithvipati Șah (rajah, 1669-1714/1716)
- Sri Lanka, statul Kandy: Rajasinha (rege, 1635-1687)
- Thailanda, statul Ayutthaya: Narai (rege, 1656-1688)
- Tibet: rJe bLo-bzang nGag-dbang T'u-btsan Jigs-med rgya-mtsho (P'yong-rgyas) (dalai lama, 1617-1682)
- Tibet: Panchen bLo-bzangYe-shes dPal-bzan-po (Lobzang Yeshe) (panchen lama, 1663-1737)
- Vietnam, statul Dai Viet: Le Gia-tong (Mi hoang-de) (rege din dinastia Le târzie, 1671-1675)
- Vietnam (Hanoi): Mac Kinh Vu (rege din dinastia Mac, 1638-1677)
- Vietnam (Hue): Nguyen Phuc Tan (rege din dinastia Nguyen, 1648-1687)
- Vietnam (Taydo): Trinh Tac (rege din dinastia Trinh, 1657-1682)